# Гней Юлий Агрикола
Гней Ю́лий Агри́кола (лат. Gnaeus Julius Agricola; 13 июня 40, Форум Юлия — 23 августа 93) — римский полководец и государственный деятель.
Родился в семье сенатора Юлия Грецина в колонии Форум Юлия (лат. Forum Iulii) (совр. Фрежюс). Обладая дарованием оратора, Грецин попал в немилость Калигулы после того, как получив приказ выступить с обвинительной речью против Марка Юния Силана (38 год), отказался от этого поручения, и был казнён вскоре после рождения сына. Детство Агрикола провёл в Массилии с матерью Юлией Присциллой. По её совету Агрикола решил сочетать философию с политикой и воинской службой.
Как сыну сенатора до начала политической карьеры Агриколе необходимо было пройти военную службу в звании военного трибуна. В 59 году он в первый раз участвовал в походе в Британию и под руководством Светония Паулина принимал участие в подавлении восстания Боудикки.
После возвращения в Рим в 62 году женился на Домиции Децидиане. Этот брак принёс ему почёт и влиятельную поддержку.
В 64 году получил квестуру в провинции Азия, где в то время проконсулом был Луций Сальвий Отон Тициан. Далее последовала должность народного трибуна, а в 68 году — претора. Все годы до гражданской войны, последовавшей за смертью императора Нерона, Агрикола провёл, не привлекая к себе внимания, без особого стремления к славе или чрезмерному обогащению.
В начале 69 года поместье Агриколы в Лигурии было разграблено мародёрствующими моряками Отона. Во время налёта погибла Юлия Присцилла — мать Агриколы. После этого, прослышав о выступлении Веспасиана, Агрикола принял его сторону.
В 71 году Агрикола получает командование XX легионом, стоявшим в Британии. Во время гражданской войны британские легионеры поддерживали Вителлия, а после утверждения Веспасиана медлили с присягой. Проявив незаурядные дипломатические качества, Агрикола убедил легионеров присягнуть Веспасиану и в дальнейшем участвовал в боевых действиях под началом британского наместника Петилия Цериала, продемонстрировав свой талант военачальника.

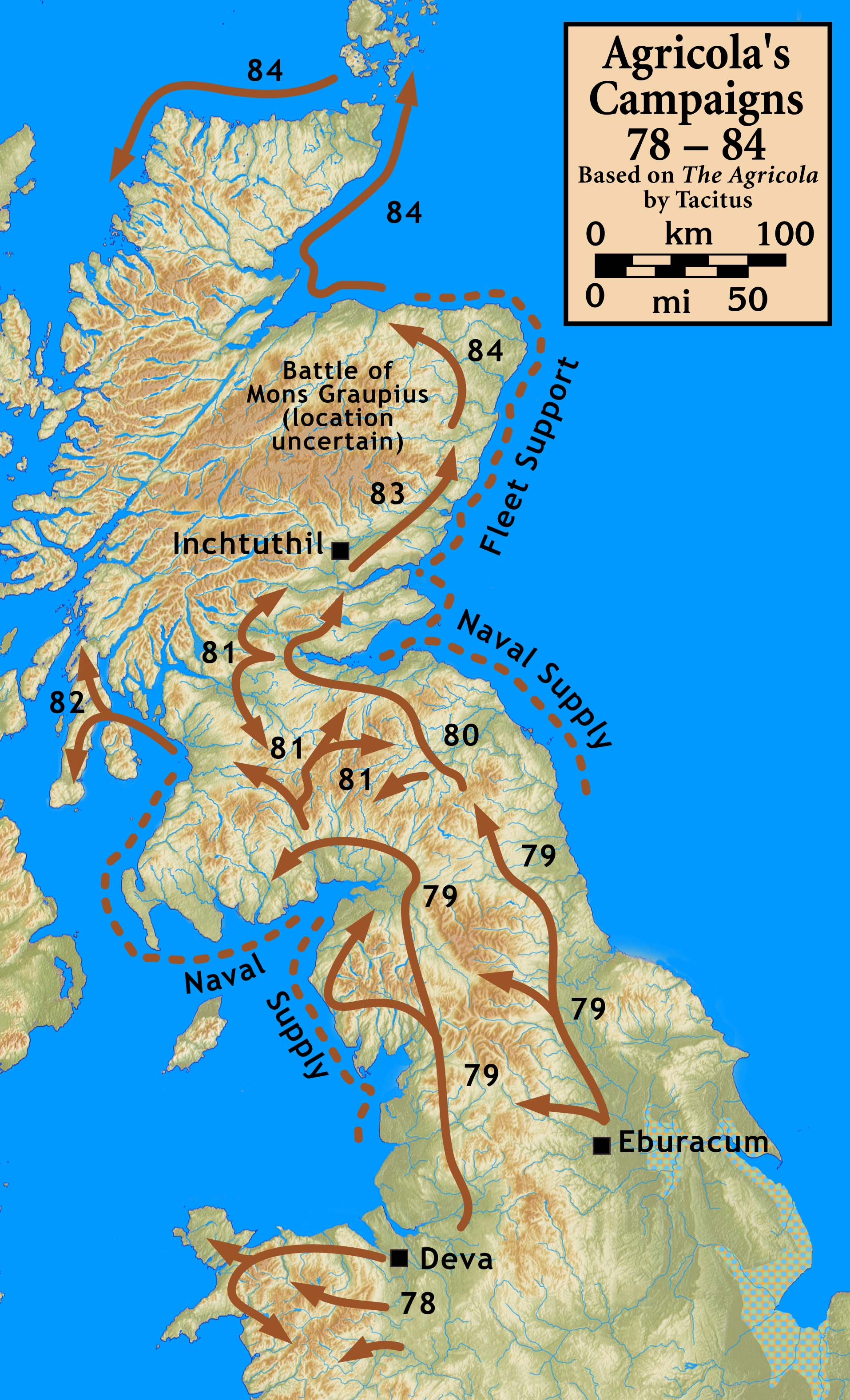
Кампании Юлия Агриколы в Британии

По возвращении в Рим Агрикола становится наместником Аквитании (73 год). Эту должность он занимал менее трёх лет, однако успел зарекомендовать себя талантливым управленцем.
В 77 году он был возведён в звание консула, и в 78 году отправился консульским легатом в Британию, где выказал необыкновенную деятельность в качестве полководца и администратора. Он не только укрепил пошатнувшееся владычество римлян в этой периферийной провинции, но и расширил его до Каледонского плоскогорья. Для обеспечения своих завоеваний в Британии он построил ряд укреплений между Клотой и Бодотрией.
Летом 83 года встречается с численно превосходящей армией Калгака в битве у Граупийских гор и разбивает её.
В 84 году император Домициан отозвал его в Рим и послал в Британию другого наместника. Агрикола провёл оставшуюся жизнь в уединении. Его дочь вышла замуж за Тацита, написавшего биографию своего тестя («О жизни и характере Юлия Агриколы»).
По словам Тацита, ходили слухи, что Агрикола был отравлен, но доказательств этих слухов не было.